# NGC 3735
NGC 3735 is een spiraalvormig sterrenstelsel in het sterrenbeeld Draak. Het hemelobject werd op 7 december 1801 ontdekt door de Duits-Britse astronoom William Herschel.

## Het gekromd rijtje van HCG 55
Een halve graad ten noordwesten van NGC 3735 kunnen professionele astronomen, alsook amateurastronomen, pogingen ondernemen om het gekromd rijtje van de sterrenstelsels PGC 35572, PGC 35573, PGC 35574, PGC 35575, en PGC 35576 op te sporen. Dit gekromd rijtje heeft het catalogusnummer HCG 55 gekregen (Hickson Compact Group 55).

## Synoniemen
- UGC 6567
- MCG 12-11-36
- ZWG 334.42
- IRAS11330+7048
- PGC 35869